# Уазский янтарь
Уазский янтарь, или янтарь Уазы (фр. Ambre de l'Oise, англ. Oise amber) — раннеэоценовый янтарь, месторождение которого расположено недалеко от французского города Крей в департаменте Уаза. Россыпи этого янтаря сосредоточены в слоях лигнита, относящихся к ипрскому ярусу. Открыт в 1996 году, и с тех пор в янтаре Уазы найдено более 20 000 инклюзов, большинство из которых — насекомые. Наиболее часто встречаются жуки, перепончатокрылые и сеноеды. В янтаре Уазы попадаются также клещи, пауки и ложноскорпионы. К 2009 году в янтаре Уазы было отмечено 49 семейств и 79 видов членистоногих. По химическому составу похож на мексиканский янтарь, образовался из смолы деревьев из семейства Fabaceae.